# Climat de l'Italie
Pour des articles plus généraux, voir Italie et géographie de l'Italie.
Le climat italien est à la fois méditerranéen dans la péninsule, subtropical humide aux hivers parfois froids dans le nord, et montagnard à l'intérieur des terres. Au nord et sur un axe central du pays, le relief est montagneux. Les températures moyennes en zones de montagnes varient de −5 °C l'hiver à 20 °C l'été. Les côtes bénéficient d'un climat plus doux grâce à la proximité de la mer Méditerranée. Les températures varient de 1 °C l'hiver à 30 °C l'été. Au sud de la péninsule, la Sicile est la région la plus chaude du pays. Les températures en hiver varient de −2 °C à l'Etna à 11 °C sur la côte sicilienne. En été, les températures sur l'île varient de 17 à 34 °C.
À l'ouest de la péninsule, la Sardaigne est dotée, comme ses voisines, d'une influence méditerranéenne et montagnarde.
Les précipitations varient de 800 mm du côté du Val d'Aoste au nord à 350 mm en Sicile et en Calabre. En été, des épisodes de Sirocco peuvent survenir sur le sud du pays, notamment en Sicile, pouvant faire grimper la température à plus de 40 °C quelques jours consécutifs.
La neige tombe chaque hiver sur tous les massifs italiens.
De façon générale, l'Italie bénéficie d'une durée d'ensoleillement comprise entre 1 700 et 2 900 h par an.

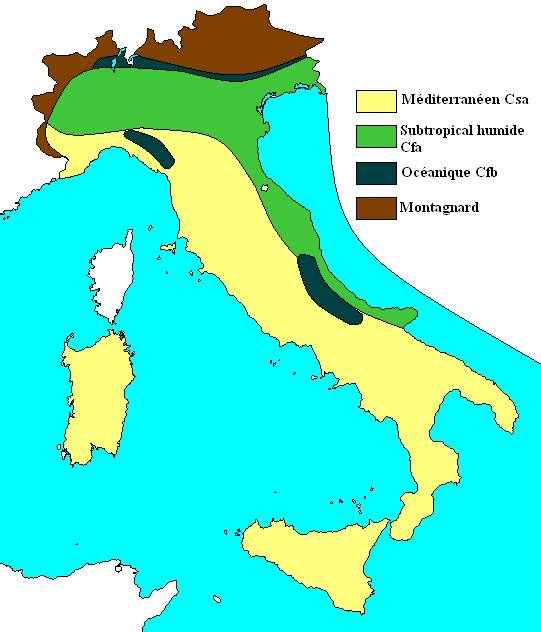

Du fait de sa position géographique, l'Italie a un climat tempéré, avec de fortes variations régionales dues aux écarts de latitude, aux reliefs et à l’influence de la mer. Les températures moyennes varient de 11 °C au nord (Turin) à 16 °C au sud (Naples), les précipitations de 1 000 à 2 000 mm dans la zone alpine à 600 mm sur le versant adriatique. D'une région à une autre, le climat est varié : montagnard au niveau des Alpes, méditerranéen dans la péninsule ou, selon la Classification de Köppen, subtropical humide dans le nord et l'est de la plaine du Pô. Le climat devenant de plus en plus sec vers le sud et sur la façade orientale de la botte (l'aridité en été dure 2 mois en Toscane, 5 mois en Calabre). Si les hivers sont assez froids dans le nord, ils sont doux dans le centre et dans le sud, avec toutefois des variations sensibles selon l'altitude. L'été est chaud partout, moite dans la plaine du Pô, et très sec dans les régions méditerranéennes, qui sont souvent marquées par des pluies assez importantes en automne. Les températures, comparables à la Grèce, à l'Espagne ou au sud de la France, peuvent dépasser les 40° dans le sud. Le climat est lié au relief.

## Alpes italiennes

### Climat à Aoste
Le climat valdôtain est typiquement alpin, caractérisé par des étés frais et des hivers froids. La vallée centrale de la Doire Baltée est la seule à jouir de conditions climatiques plus mitigées. Pendant l'hiver on assiste à de fortes chutes de neige, mais les précipitations sont assez pauvres le reste de l'année. Pour pallier cet inconvénient, dès le haut Moyen Âge les habitants ont creusé de gros canaux d'irrigation dénommés Rûs ; ceux-ci exercent encore leur fonction aujourd’hui.
Les données issues de huit stations météorologiques valdôtaines sont les suivantes :
| Lieu | alt   | TMA   | TME  | TMI   | préc | JP |
| Aoste (place Plouves) | 583   | 10,9  | 21,3 | 0,6   | -    | -  |
| Brusson | 1 338 | 6,3   | 16,7 | - 4,3 | -    | -  |
| Courmayeur (ham. Dolonne) | 1 220 | 7,8   | 17   | - 0,9 | -    | -  |
| Gressoney-La-Trinité (loc. d'Ejòla) | 1 850 | 4     | 12,7 | - 3,6 | -    | -  |
| Gressoney-Saint-Jean (ham. Bieltschòcke) | 1 400 | 4,6   | 13,8 | - 4,8 | -    | -  |
| Nus (vallon de Saint-Barthélemy) | 1 933 | 6,1   | 14,6 | - 1,2 | -    | 72 |
| Breuil (Plateau Rosa) | 3 488 | - 5,8 | 1    | - 11  | -    | -  |
| Valpelline | 950   | 8,7   | 16,8 | 0,4   | -    | -  |
| Lieu = Station météorologique ; alt = altitude ; TMA = Températura moyenne annuelle en °C ; TME = Température moyenne estivale en °C ; TMH = Température moyenne hivernale en °C ; préc = précipitations annuelles en millimètres ; JP = Jours de pluie en un an. |       |       |      |       |      |    |

### Températures à Aoste
| Mois                                | Janv | Févr | Mars | Avr  | Mai  | Juin | Juil | Août | Sept | Oct  | Nov | Déc  | Année |
| ----------------------------------- | ---- | ---- | ---- | ---- | ---- | ---- | ---- | ---- | ---- | ---- | --- | ---- | ----- |
| Températures maximales à Aoste (°C) | 4,5  | 7,0  | 11,5 | 15,4 | 20,9 | 24,1 | 26,7 | 24,7 | 20,8 | 14,5 | 8,4 | 5,5  | 15,3  |
| Températures minimales à Aoste (°C) | -3,2 | -0,8 | 2,8  | 6,5  | 10,5 | 13,6 | 15,8 | 14,3 | 12,0 | 6,8  | 1,8 | -1,4 | 6,6   |

## Plaine du Pô

### Climat à Milan
Le climat de Milan est type continental humide à été chaud, (Köppen : Cfa) avec des étés chauds et humides et des hivers modérément froids et potentiellement neigeux. D'épaisses couches de brouillard (nebbia) peuvent recouvrir la ville et ses alentours, surtout au Sud de la ville, durant les mois d'octobre à février. Toutefois la douceur printanière revient plus rapidement qu'au nord des Alpes grâce à la barrière naturelle du massif alpin, formant un mur naturel contre les courants nord atlantique. La pluie est présente toute l'année mais est particulièrement marquée lors des orages d'été, ainsi que lors de perturbations d'origine méditerranéenne en automne.
Ci-dessous le relevé, basé sur les observations de l'Aéronautique Militaire italienne de 1971 à 2000, de la station météorologique de l'aéroport de Milan-Linate, situé 8 km au sud-est du centre-ville. Il est important de considérer que les températures de l'aéroport de Linate, particulièrement les minimales, sont inférieures à celles du centre de Milan à cause de l'îlot de chaleur urbain, phénomène dont cette ville est notoirement affectée à cause de la densité de population, de la basse albédo des surfaces et de l'absence de ventilation; dans certains cas, surtout durant des nuits hivernales avec ciel serein et sans vent, il est même possible de relever des différences de plus de 6 °C entre le centre de Milan et la campagne immédiatement en dehors de la ville, tandis que les températures moyennes maximales automnales et hivernales sont plus basses au sud de la ville, par exemple à l'aéroport de Linate, à cause d'une majeure fréquence de jours de brouillard.
| Mois                              | jan. | fév. | mars | avril | mai  | juin | jui. | août | sep. | oct.  | nov. | déc. | année |
| --------------------------------- | ---- | ---- | ---- | ----- | ---- | ---- | ---- | ---- | ---- | ----- | ---- | ---- | ----- |
| Température minimale moyenne (°C) | −0,9 | 0,3  | 3,8  | 7     | 11,6 | 15,4 | 18   | 17,6 | 14   | 9     | 3,7  | 0,1  | 8,3   |
| Température moyenne (°C)          | 2,5  | 4,7  | 9    | 12,2  | 17   | 20,8 | 23,6 | 23   | 19,2 | 13,4  | 7,2  | 3,3  | 13    |
| Température maximale moyenne (°C) | 5,9  | 9    | 14,3 | 17,4  | 22,3 | 26,2 | 29,2 | 28,5 | 24,4 | 17,8  | 10,7 | 6,4  | 17,7  |
| Précipitations (mm)               | 58,7 | 49,2 | 65   | 75,5  | 95,5 | 66,7 | 66,8 | 88,8 | 93,1 | 122,4 | 76,7 | 61,7 | 920,1 |
| Humidité relative (%)             | 86   | 78   | 71   | 75    | 72   | 71   | 71   | 72   | 74   | 81    | 85   | 86   | 77    |

### Climat à Turin
Le climat de Turin est de type type continental humide à été chaud (Cfa selon la classification de Köppen), caractéristique du Nord de l’Italie, avec comme particularité de forts écarts de température entre l'hiver et l'été qui lui donnent une tendance continentale. La pluviométrie est abondante et atteint un maximum au printemps (et un maximum secondaire au mois d'octobre). En outre, la ville est soumise à la proximité climatique des Alpes et à des vents de foehn.
| Mois                              | jan. | fév. | mars | avril | mai | juin | jui. | août | sep. | oct. | nov. | déc. |
| --------------------------------- | ---- | ---- | ---- | ----- | --- | ---- | ---- | ---- | ---- | ---- | ---- | ---- |
| Température minimale moyenne (°C) | −3   | −1   | 2    | 6     | 10  | 14   | 16   | 16   | 13   | 7    | 2    | −2   |
| Température maximale moyenne (°C) | 6    | 8    | 13   | 17    | 21  | 25   | 28   | 27   | 23   | 17   | 11   | 7    |
| Ensoleillement (h)                | 4    | 4    | 5    | 6     | 6   | 7    | 8    | 7    | 6    | 5    | 4    | 4    |
| Précipitations (mm)               | 41   | 53   | 77   | 104   | 120 | 98   | 67   | 80   | 70   | 89   | 76   | 42   |
| Humidité relative (%)             | 75   | 75   | 67   | 72    | 75  | 74   | 72   | 73   | 75   | 79   | 80   | 80   |

### Climat à Venise

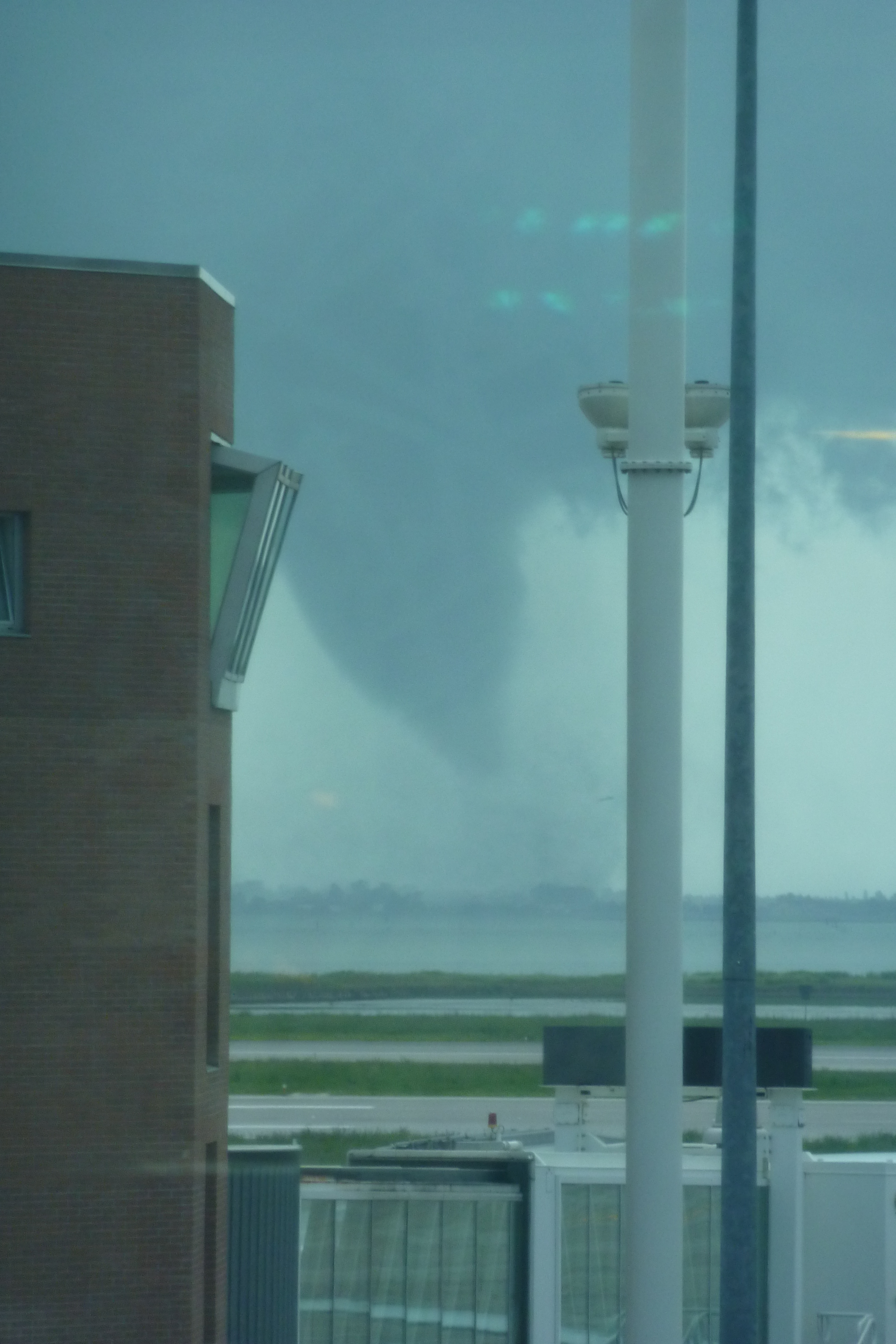
Une rare tornade a frappé Venise le 12 juin 2012. Vue de l'entonnoir nuageux depuis une fenêtre de l’aéroport Marco Polo.

Le climat de Venise, comme celui de la plaine du Pô, est de type continental humide à été chaud (climat Cfa dans la classification de Köppen) assez humide à l'année longue. Les étés sont très moites. Les hivers sont froids, comportant du gel en janvier et du brouillard. Les précipitations, minimales en hiver, tombent en été sous forme d’orages parfois violents, ainsi qu'en automne sous forme de pluie continue.
| Mois                              | jan. | fév. | mars | avril | mai  | juin | jui. | août | sep. | oct. | nov. | déc. | année |
| --------------------------------- | ---- | ---- | ---- | ----- | ---- | ---- | ---- | ---- | ---- | ---- | ---- | ---- | ----- |
| Température minimale moyenne (°C) | −1   | −1   | 4    | 8     | 12   | 16   | 18   | 17   | 14   | 9    | 4    | 0    |       |
| Température moyenne (°C)          | 2,5  | 4    | 8    | 12    | 16,5 | 20,5 | 23   | 22   | 19   | 13,5 | 8    | 3,5  | 13    |
| Température maximale moyenne (°C) | 6    | 9    | 12   | 16    | 21   | 25   | 28   | 27   | 24   | 18   | 12   | 7    |       |
| Ensoleillement (h)                | 3    | 4    | 5    | 6     | 7    | 8    | 9    | 8    | 7    | 5    | 3    | 3    |       |
| Précipitations (mm)               | 58   | 54   | 57   | 64    | 69   | 76   | 63   | 83   | 66   | 69   | 87   | 54   | 800   |
| Humidité relative (%)             | 81   | 77   | 75   | 75    | 73   | 74   | 71   | 72   | 75   | 77   | 79   | 81   |       |

### Climat à Vérone
Le climat de Vérone est continental humide à été chaud, (Köppen : Cfa), avec des hivers froids, humides et brumeux, et avec des étés chauds et toujours humides. En hiver, la neige n’est pas si rare sur la ville. En été, des orages violents peuvent éclater après une chaude journée à fort humidex.

### Climat à Trieste
Le climat de Trieste est selon la classification de Köppen de type Cfa (subtropical humide, sans sécheresse estivale). En ce qui concerne les trois décennies de référence mondiale de climatologie officiels (GIEC / OMM) 1971-2000, la température moyenne annuelle à la station météorologique de Trieste était de 15 °C, les températures moyennes du mois le plus froid (janvier), s'élevaient à quelque 6 °C, tandis que le mois le plus chaud (juillet) était légèrement au-dessus de 24 °C. En hiver, les températures descendent rarement, du moins sur la côte, en dessous de zéro, à l'inverse, dans les localités du Karst triestin, il y a souvent des nuits au minimum négatif. Rares sont aussi le long de la côte, les jours de neige, le brouillard ou la grêle. L'humidité moyenne annuelle est de 64 % tandis que l'amplitude journalière est de 4,5 °C : les deux sont parmi les plus basses en Italie.
Étant donné les particularités du territoire de sa province, il peut être dit que, tandis que le centre de Trieste développe le long de la côte, des températures relativement douces et un bon ensoleillement, les villages et localités karstiques subissent, sur le plateau arrière à une hauteur de deux cents à cinq cents mètres d’altitude, un climat beaucoup plus continental. À Basovizza, située à environ 370 mètres d’altitude, la température moyenne annuelle est d'environ 11 °C, avec une moyenne du mois le plus froid (janvier) de 1,5 °C et du mois le plus chaud (juillet) de 20,6 °C.
À cause des effets de relief, un peu de pluie peut se produire tout au long de l'année (il s'agit d'une particularité par rapport au climat typiquement méditerranéen), mais au cours des mois d'été la pluviométrie est néanmoins rare et se manifeste le plus souvent par des orages (juillet est généralement le mois le plus sec). La pluviométrie atteint son apogée en fréquence et intensité en novembre et en avril à cause des perturbations d’origine atlantique.
| Mois                                | jan. | fév.  | mars  | avril | mai   | juin  | jui.  | août  | sep.  | oct.  | nov.  | déc. | année   |
| ----------------------------------- | ---- | ----- | ----- | ----- | ----- | ----- | ----- | ----- | ----- | ----- | ----- | ---- | ------- |
| Température minimale moyenne (°C)   | 3,8  | 4,3   | 6,6   | 10    | 14,5  | 17,8  | 20,3  | 20,4  | 16,8  | 12,7  | 8,1   | 4    | 11,7    |
| Température moyenne (°C)            | 6,4  |       |       |       |       |       | 24,4  |       |       |       |       |      | 15      |
| Température maximale moyenne (°C)   | 7,6  | 9     | 12,2  | 16,5  | 21,6  | 25    | 27,9  | 27,7  | 23,3  | 17,8  | 12,3  | 8,8  | 17,5    |
| Record de froid (°C)                | −9,3 | −14,6 | −6,4  | 1,2   | 3,8   | 8,1   | 10,3  | 11    | 7     | 3,6   | −1,5  | −7,9 | −14,6   |
| Record de chaleur (°C)              | 16,6 | 21,2  | 23,9  | 29,3  | 32,2  | 36,2  | 37,2  | 37    | 34,4  | 30,8  | 24,4  | 18   | 37,2    |
| Ensoleillement (h)                  | 96,1 | 118,7 | 142,6 | 177   | 226,3 | 243   | 288,3 | 260,4 | 210   | 167,4 | 99    | 83,7 | 2 112,5 |
| Précipitations (mm)                 | 58   | 56,9  | 63,4  | 82,8  | 84,2  | 100,4 | 62,1  | 84,5  | 103,4 | 111,4 | 107,4 | 88,5 | 1 003   |
| Nombre de jours avec précipitations | 7    | 6     | 7     | 8     | 9     | 9     | 6     | 6     | 8     | 9     | 9     | 8    | 92      |
| Humidité relative (%)               | 67   | 64    | 62    | 64    | 64    | 65    | 62    | 62    | 66    | 68    | 67    | 68   | 64,9    |

#### La bora
À ce climat général font exception les journées de bora (fort vent froid en rafales, dont le nom vient du grec Boréos : le Nord), qui pénètre du nord-est par l'arrière-pays le long de vallées qui s'ouvrent dans les montagnes de l’arrière-pays, débouchant sur Trieste et sur le golfe. Ce vent violent peut atteindre les 180 km/h avec des rafales extrêmes à 212 km/h. Par effet de la compression adiabatique la température du vent qui descend sur la ville gagne de trois à quatre degrés mais les rafales augmentent considérablement sur la peau une sensation de froid, même avec des températures relativement douces. Exceptionnellement il y a même en été des coups de bora pour des périodes très courtes avec parfois une augmentation des températures supérieure à 35 degrés. Les rafales d'air d'origine continentale d’Est-Nord-Est gagnent à l'embouchure de l'Adriatique une vitesse supplémentaire et peuvent dans des cas exceptionnels en haute mer atteindre plus de 50 nœuds, comme enregistré en décembre 1996. Dans certaines régions, la bora est plus forte et plus fréquents que dans d'autres, et seule la région de la côte qui va de Miramare à Sistiana, est totalement à l'abri de l'effet du vent. Très intéressante est la tendance de la fréquence des vents d'est et de la bora en général qui, au cours des 100 dernières années, a diminué de 28 jours, tandis que les vents provenant du sud-est et du sud comme le sirocco, ont augmenté leur fréquence de 18 jours par an.

## Botte italienne

### Climat à Florence
Le climat de Florence est de type méditerranéen. Il est influencé par la mer Tyrrhénienne, les Apennins et les collines toscanes, les trois distants de moins de 100 km, et assurant une certaine humidité même en été. L'hiver est par contre plus frais que sur la côte, marqué par la continentalité.
| Mois                | Jan  | Fev  | Mar  | Avr  | Mai  | Jun | Jul | Aou | Sep  | Oct  | Nov   | Dec  | Moy  |
| ------------------- | ---- | ---- | ---- | ---- | ---- | --- | --- | --- | ---- | ---- | ----- | ---- | ---- |
| Moyenne maximale °C | 10   | 13   | 17   | 21   | 25   | 30  | 34  | 33  | 28   | 23   | 17    | 13   | 22   |
| Moyenne minimale °C | 1    | 4    | 7    | 10   | 14   | 17  | 19  | 20  | 17   | 13   | 7     | 4    | 11   |
| Précipitations (mm) | 73,6 | 68,6 | 81,3 | 78,7 | 43,7 | 5,9 | 3,6 | 7,2 | 28,7 | 88,9 | 111,8 | 91,4 | 52,8 |

### Climat à Gênes
Le climat y est entre subtropical humide (classification de Köppen : Cfa) et méditerranéen (classification de Köppen : Csa). Plus qu'ailleurs en mer Méditerranée, le climat de Gênes est humide (plus de 1 000 mm annuels), même si le nombre de jours de pluie est limité. Par ailleurs, on observe une faible amplitude thermique entre le jour et la nuit et, dans une moindre mesure, dans l'année (hivers très doux avec gel exceptionnel, étés chauds mais non caniculaires). Les records absolus de température sont de 38,7 °C maximum le 7 août 2015 et de −6,8 °C minimum. Les chutes de neige sont rares mais pas exceptionnelles (en moyenne une à deux fois par an).
| Mois                              | jan. | fév. | mars | avril | mai  | juin | jui. | août | sep. | oct. | nov. | déc. | année |
| --------------------------------- | ---- | ---- | ---- | ----- | ---- | ---- | ---- | ---- | ---- | ---- | ---- | ---- | ----- |
| Température minimale moyenne (°C) | 5,4  | 6    | 8,2  | 10,7  | 14,5 | 18   | 20,8 | 20,9 | 17,9 | 14,2 | 9,6  | 6,4  | 12,7  |
| Température maximale moyenne (°C) | 12,3 | 13,1 | 16,4 | 20    | 22,4 | 27,2 | 29,2 | 28,5 | 27,3 | 22,9 | 17,3 | 14   | 18,9  |
| Précipitations (mm)               | 106  | 95   | 106  | 85    | 76   | 53   | 27   | 81   | 99   | 153  | 110  | 81   | 1 072 |

### Climat à Naples
Naples bénéficie d'un climat méditerranéen, avec des étés chauds et secs et des hivers doux et pluvieux, mais toujours rafraîchi par la brise marine. Le reste de l'année est marqué par des épisodes pluvieux généralement courts mais qui peuvent occasionnellement être violents, comme le 15 septembre 2001 (plus de 80 mm) et le 21 juin 2009 (7 cm en 40 minutes). Le soleil brille en moyenne 250 jours par an. La conformation morphologique particulière du territoire de la ville est cependant de nature à garantir que la ville dispose de différents microclimats, avec la possibilité de rencontrer des variations climatiques même importantes en se déplaçant de quelques kilomètres.
| Mois                              | jan. | fév. | mars | avril | mai  | juin | jui. | août | sep. | oct. | nov. | déc. | année |
| --------------------------------- | ---- | ---- | ---- | ----- | ---- | ---- | ---- | ---- | ---- | ---- | ---- | ---- | ----- |
| Température minimale moyenne (°C) | 4    | 5    | 9    | 11    | 15   | 19   | 21   | 21   | 17   | 13   | 9    | 7    | 12,7  |
| Température moyenne (°C)          | 9,5  | 10,5 | 14   | 16,5  | 20   | 24   | 26,5 | 26,5 | 22,5 | 18,5 | 14   | 11   | 17,7  |
| Température maximale moyenne (°C) | 15   | 16   | 19   | 22    | 25   | 29   | 32   | 32   | 28   | 24   | 19   | 15   | 22,6  |
| Précipitations (mm)               | 56,1 | 54,1 | 62,4 | 76,2  | 19,8 | 4    | 2,4  | 3,6  | 17,3 | 79,5 | 92,6 | 91,9 | 756   |

| Diagramme climatique                                  |         |         |          |          |       |         |         |          |          |         |         |
| J                                                     | F       | M       | A        | M        | J     | J       | A       | S        | O        | N       | D       |
| 15456,1                                               | 16554,1 | 19962,4 | 221176,2 | 251519,8 | 29194 | 32212,4 | 32213,6 | 281717,3 | 241379,5 | 19992,6 | 15791,9 |
| Moyennes : • Temp. maxi et mini °C • Précipitation mm |         |         |          |          |       |         |         |          |          |         |         |

### Climat à Rome
Rome bénéficie d'un climat méditerranéen caractéristique des côtes méditerranéennes de l'Italie. Les hivers sont doux, et les coups de froid en provenance des Apennins sont infréquents. La neige est très rare. Les étés sont chauds et secs, mais influencés par la proximité de la mer. Un record absolu de chaleur a été mesuré le 3 juillet 1905 atteignant 44,6 °C au centre de Rome. Les précipitations atteignent leur maximum lors des pluies orageuses d'automne. La plus haute température à Rome fut de 44,6 °C le 4 août 1981 et la plus basse fut de −9,4 °C le 11 janvier 1985 à Ciampino. La commune est si vaste et son relief si varié qu'il peut y avoir des variations climatiques importantes, par exemple entre les quartiers nord et ceux du sud, ou entre le centre-ville et le littoral.
| Mois                              | jan.  | fév.  | mars  | avril | mai   | juin | jui.  | août  | sep. | oct.  | nov. | déc.  | année   |
| --------------------------------- | ----- | ----- | ----- | ----- | ----- | ---- | ----- | ----- | ---- | ----- | ---- | ----- | ------- |
| Température minimale moyenne (°C) | 4     | 4,2   | 7,4   | 10,2  | 15,3  | 17,1 | 21,9  | 21,3  | 17,6 | 13,4  | 8,8  | 4,5   | 12,5    |
| Température moyenne (°C)          | 9     | 9,4   | 12,9  | 16,2  | 20,2  | 24,8 | 27,9  | 27    | 22,7 | 18    | 13,9 | 10,5  | 17,6    |
| Température maximale moyenne (°C) | 14    | 14,6  | 18,3  | 21,4  | 25,2  | 31,5 | 33,9  | 32,7  | 28   | 23,9  | 18,3 | 15,4  | 22,6    |
| Record de froid (°C)              | −9,4  | −6,9  | −3,5  | 1,4   | 3,8   | 9,6  | 13,1  | 13,3  | 6,9  | 1,8   | −2,2 | −4,6  | −9,4    |
| Record de chaleur (°C)            | 23,8  | 26    | 28,6  | 32    | 37,2  | 42,8 | 44,6  | 43,7  | 41,8 | 38,2  | 29,4 | 26,2  | 44,6    |
| Ensoleillement (h)                | 170,9 | 192,8 | 207,4 | 241   | 293,5 | 335  | 361,7 | 337,6 | 307  | 215,3 | 169  | 161,6 | 2 972,8 |
| Précipitations (mm)               | 69,1  | 70,5  | 56,9  | 68,5  | 17,6  | 1    | 0,1   | 0,4   | 43,9 | 51,1  | 87,6 | 91,1  | 492,8   |

### Climat à Bari
Bari possède un climat méditerranéen avec des étés chauds et secs, mais la proximité de la mer fait que l'humidité peut être élevée. Les hivers sont doux et humides. La meilleure période est l'automne, les températures se situent autour de 20 °C avec un bon ensoleillement.
| Mois                              | jan. | fév. | mars | avril | mai | juin | jui. | août | sep. | oct. | nov. | déc. |
| --------------------------------- | ---- | ---- | ---- | ----- | --- | ---- | ---- | ---- | ---- | ---- | ---- | ---- |
| Température minimale moyenne (°C) | 7    | 7    | 9    | 11    | 15  | 19   | 21   | 21   | 19   | 15   | 11   | 8    |
| Température maximale moyenne (°C) | 15   | 16   | 17   | 20    | 24  | 30   | 31   | 31   | 30   | 25   | 21   | 17   |
| Précipitations (mm)               | 51   | 57   | 52   | 47    | 17  | 6    | 2    | 4    | 13   | 54   | 65   | 45   |
| Humidité relative (%)             | 77   | 74   | 72   | 68    | 68  | 65   | 64   | 65   | 68   | 72   | 76   | 78   |

### Sicile

#### Climat à Palerme
Palerme bénéficie d'un climat méditerranéen caractérisé par des hivers doux et humides et des étés chauds et secs. Les températures minimales entre juin et septembre sont toujours supérieures à 20 °C. Le record absolu de chaleur est de 45,5 °C et le minimum est de −0,5 °C le 8 janvier 1981. Le total des précipitations est de 610 mm, avec un maximum lors des pluies orageuses d'automne. Les chutes de neige sont très rares et éphémères. Ces données climatiques générales cachent toutefois des écarts sensibles selon les quartiers. Le centre de la ville est le plus chaud, et des épisodes de brouillard peuvent se manifester en hiver sur certaines zones, en particulier autour du Parco della Favorita.
| Mois                              | jan. | fév. | mars | avril | mai  | juin | jui. | août | sep. | oct. | nov. | déc. | année |
| --------------------------------- | ---- | ---- | ---- | ----- | ---- | ---- | ---- | ---- | ---- | ---- | ---- | ---- | ----- |
| Température minimale moyenne (°C) | 8,9  | 8,4  | 9,9  | 11,9  | 15,8 | 19,7 | 22,3 | 23,1 | 20,2 | 17,4 | 13,5 | 10,2 | 16    |
| Température moyenne (°C)          | 11,8 | 11,5 | 13,4 | 15,6  | 19,8 | 23,8 | 26,4 | 27   | 23,8 | 20,8 | 16,5 | 13   | 21,3  |
| Température maximale moyenne (°C) | 18,7 | 17,6 | 24   | 22,3  | 30,8 | 30,9 | 29,8 | 32,9 | 33,4 | 24,3 | 25,6 | 20,8 | 27,5  |
| Précipitations (mm)               | 13   | 19   | 10   | 8     | 2    | 0    | 0    | 0    | 0    | 5    | 18   | 23   | 132   |

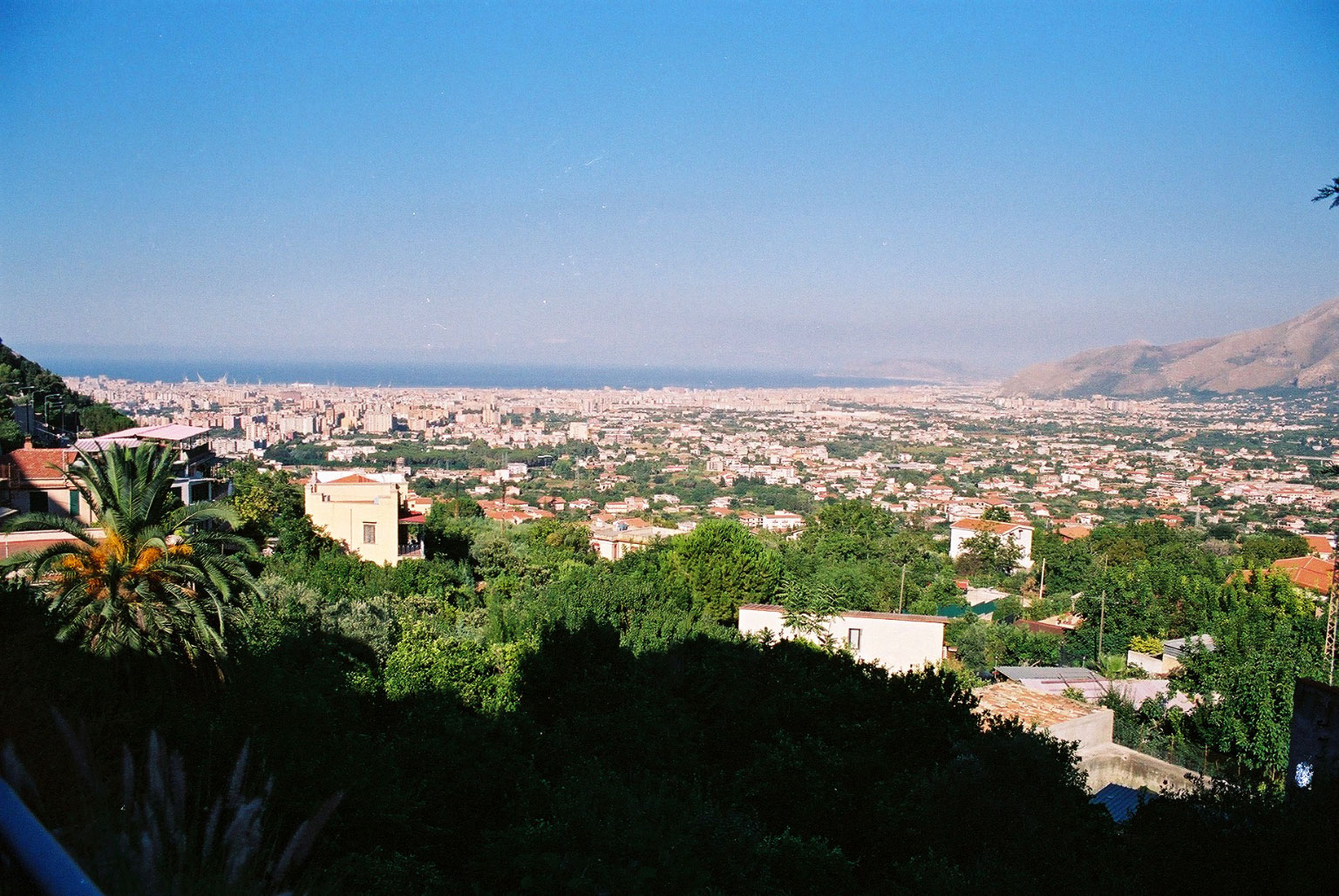
La plaine de la Conca d'Oro.
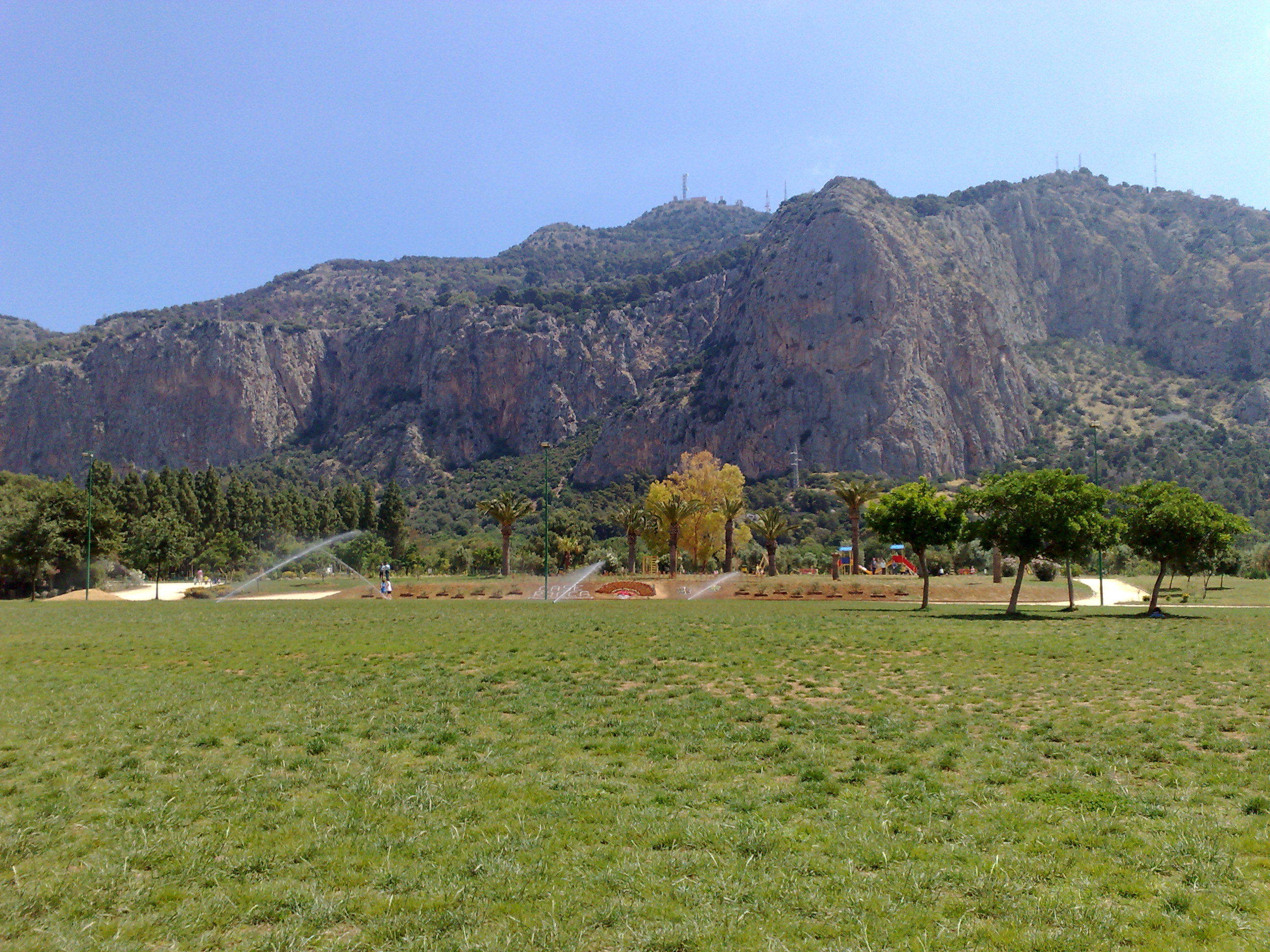
Parco della Favorita.

### Sardaigne

#### Climat à Cagliari
Cagliari dispose d'un net climat méditerranéen (Csa dans la classification de climat de Koppen) avec des étés chauds et secs et des hivers doux. La température maximale moyenne en été est de 31 °C. En hiver, la température varie de 5 °C à 14 °C. En cas de vague de froid, la température peut s'abaisser à 0 °C.
En été, dès le mois de juin et jusqu'au mois de septembre, les précipitations deviennent quasiment inexistantes. Le mois d'octobre débute la période du changement de temps avec le retour de la pluie et des orages. L'hiver est humide avec le plus grand cumul de pluie de l'année.
Les vents dominants qui soufflent sont le mistral, vent de secteur nord-ouest, et le sirocco, vent de secteur sud, provenant du désert, et provoquant des températures caniculaires sur la ville et l'ensemble de la Sardaigne durant quelques jours.
| Mois                              | jan.  | fév.  | mars  | avril | mai   | juin | jui.  | août  | sep. | oct.  | nov.  | déc.  | année   |
| --------------------------------- | ----- | ----- | ----- | ----- | ----- | ---- | ----- | ----- | ---- | ----- | ----- | ----- | ------- |
| Température minimale moyenne (°C) | 5,5   | 5,8   | 7,2   | 9,4   | 13,1  | 16,8 | 19,7  | 20,2  | 17,5 | 14,1  | 9,9   | 6,8   | 12,17   |
| Température moyenne (°C)          | 9,9   | 10,4  | 12,15 | 14,45 | 18,45 | 22,5 | 25,55 | 25,95 | 22,7 | 18,9  | 14,35 | 11,15 | 17,21   |
| Température maximale moyenne (°C) | 14,4  | 15    | 17,1  | 19,5  | 23,8  | 28,2 | 31,4  | 31,7  | 27,9 | 23,7  | 18,8  | 15,5  | 22,25   |
| Record de froid (°C)              | −4,8  | −3    | −2,2  | −0,4  | 4,8   | 8,8  | 12,2  | 12,6  | 9,6  | 5     | −2    | −3,4  | −4,8    |
| Record de chaleur (°C)            | 20,2  | 22,1  | 24,5  | 26,6  | 34,4  | 38,6 | 43,6  | 41,4  | 35   | 31,8  | 25,2  | 23,2  | 43,6    |
| Ensoleillement (h)                | 136,4 | 139,2 | 186   | 213   | 269,7 | 288  | 334,8 | 310   | 246  | 198,4 | 147   | 127,1 | 2 595,6 |
| Précipitations (mm)               | 49,7  | 53,3  | 40,4  | 39,7  | 26,1  | 11,9 | 4,1   | 7,5   | 34,9 | 52,6  | 58,4  | 48,9  | 427,5   |
| Humidité relative (%)             | 79    | 77    | 75    | 73    | 71    | 67   | 65    | 65    | 71   | 77    | 79    | 80    | 73,2    |